# Служба военных оркестров Вооружённых Сил Азербайджана
Служба военных оркестров Вооруженных Сил Азербайджанской Республики (азерб. Azərbaycan Respublikası Silahlı Qüvvələrinin Hərbi Orkestr Xidməti) является официальной службой военных оркестров Вооруженных Сил Азербайджана. Он входит в состав командной структуры Министерства обороны Азербайджана.

## История
В первые дни формирования Национальной армии Азербайджанской Демократической Республики за короткий промежуток времени был создан военный оркестр. Первый военный парад в Баку, состоявшийся в 1919 году, сопровождался военным оркестром. В годы своей службы в качестве директора школьного оркестра Каспийского высшего военно-морского училища (ныне Азербайджанская высшая военно-морская академия), Юсиф Ахундзаде вместе с оркестром принимал участие в парадах, посвященных Дню Октябрьской революции 1971 и 1983 годов в Москве. В Бакинском Высшем общевойсковом командном училище также имелся военный оркестр.
Приказом министра обороны Рахима Газиева от 1 июля 1992 года, на базе оркестров Бакинского гарнизона Закавказского военного округа Вооруженных Сил СССР, была создана служба военных оркестров. Дебютное выступление подразделений оркестровой службы состоялось 9 октября 1992 года в День парада Вооруженных Сил.
В 90-е годы были сформированы военные оркестры в сухопутных войсках, ВВС и ВМФ, а также в специальных учебных заведениях.

## Структура
В структуру Службы военных оркестров входят следующие оркестры:
- Оркестр Государственной пограничной службы Азербайджана под руководством А. Рзаева
- Образцовый оркестр Министерства обороны Азербайджана
- Образцовый оркестр Внутренних войск Азербайджана
- Оркестр Нахичеванского гарнизона
- Оркестр Гянджинского гарнизона
- Кадетские оркестры
- Оркестр Высшей военной академии
- Оркестр военного лицея имени Джамшида Нахичеванского
- Оркестр Военного лицея имени Гейдара Алиева[5]

### Образцовый оркестр Министерства обороны
Образцовый оркестр Министерства обороны Азербайджана является высшим оркестром в вооруженных силах. Оркестр выступает на всех церемониях с участием Президента страны. Это включает в себя государственные визиты, церемонии открытия и др.
Это единственный военный оркестр в Содружестве Независимых Государств, которым руководит генерал.

### Оркестр Высшей военной академии
Оркестр Высшей военной академии состоит из 52 человек. Оркестр был сформирован 15 февраля 1992 года и является одним из ведущих военных ансамблей Азербайджана. В августе 2019 года военный оркестр академии под руководством полковника Этибара Алиева и майора Фариза Мамедзаде принял участие в военно-музыкальном фестивале и фестивале «Спасская башня», впервые представив Азербайджан на этом мероприятии.

### Оркестр Внутренних Войск
Оркестр Внутренних войск Азербайджана является официальным военным оркестром Внутренних войск. В настоящее время группа насчитывает 115 участников. Сформирован 17 ноября 1994 года. Оркестром руководит подполковник Ильгар Новрузов.

## Репертуар
В репертуаре военных оркестров имеются:
- Марш «Ватан» (Алимардан Алиев)
- Марш «Ватан» (Эльчин Мирзабейли)
- Март «Сумгаит» (Гулу Алиев)
- Марш «Армия Азербайджана» (Эльдар Мансуров)
- Марч «Рядовой Ахмед» (Эмин Сабитоглу)[13]
- Марш Победы (Руфат Ахундзаде)